# NGC 4533
NGC 4533 é uma galáxia espiral (Scd) localizada na direcção da constelação de Virgo. Possui uma declinação de +02° 19' 31" e uma ascensão recta de 12 horas, 34 minutos e 22,1 segundos.
A galáxia NGC 4533 foi descoberta em 1877 por Ernst Wilhelm Leberecht Tempel.